# Viernes Negro (1939)
Los incendios forestales del Viernes Negro del 13 de enero de 1939, en Victoria, Australia, son considerados como uno de los peores desastres naturales (incendios forestales) en el mundo, y sin duda el peor en la historia de Australia en cuanto a zonas afectadas. Casi 20,000 km ² (4,942,000 acres, 2,000,000 hectáreas) de tierra fueron arrasadas por las llamas. 
71 personas murieron, muchas ciudades fueron completamente destruidas y la Comisión Real debió hacer grandes cambios importantes en la gestión forestal. Más de 1.300 viviendas y 69 aserraderos se quemaron y un total de 3.700 edificios fueron destruidos. 
Se calcula que tres cuartas partes del Estado de Victoria, fueron directa o indirectamente afectadas por el desastre. La Comisión Real de Investigación de los incendios llegó a la conclusión de que "al parecer todo el Estado estaba encendido el viernes 13 de enero de 1939".
52.400 kilómetros cuadrados devastados; 27 fallecidos y miles de desplazados; más de 1.000 millones de animales afectados; 400 megatoneladas  de CO2 emitidas a la atmósfera. Son solo algunos de los desesperanzadores datos de la catástrofe que está arrasando el continente austral.